# Бора, Катарина фон

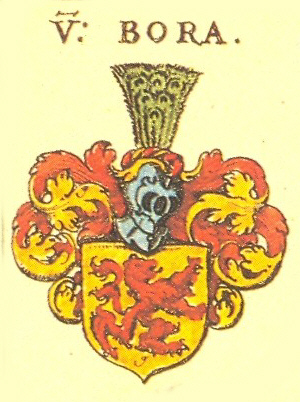
Герб мейсенского дворянского рода Бора

Катарина фон Бора (нем. Katharina von Bora; 29 января 1499, Липпендорф близ Пегау — 20 декабря 1552, Торгау) — жена и ближайшая помощница немецкого церковного реформатора Мартина Лютера. Брак основателя лютеранства с бывшей монахиней стал прецедентом для протестантизма.

## Биография
Катарина фон Бора происходила из саксонского дворянского рода. Воспитывалась в бенедиктинском монастыре в Брене, а с 1509 года — в цистерцианском монастыре Нимбшен близ Гриммы. Здесь она училась письму, чтению, счету, пению, а также латыни и началам ведения сельского хозяйства. В этом же монастыре девушка в 1515 году дала клятву стать монахиней, в 1516 году приняла постриг.
Через несколько лет после этого Катарина познакомилась с сочинениями Мартина Лютера и решила бежать из монастыря. Обратившись за помощью к Лютеру, который прислал в монастырь повозку, Катарина и ещё 11 монахинь спрятались в сельдяных бочках. По возвращении домой женщинам грозила смерть, поэтому Лютер привёз их в Виттенберг, где рассчитывал подыскать им «порядочных мужей». Катарина фон Бора жила в эти дни у художника Лукаса Кранаха Старшего, кисти которого принадлежат портреты Катарины и Мартина Лютера.
После того как сватовство Катарины с несколькими найденными для неё женихами не удалось, Мартин и Катарина 13 июня 1525 года вступили в брак. Жили они в бывшем августинском монастыре, который курфюрст Иоганн Твёрдый предоставил в их распоряжение. Катарина здесь занималась хозяйством, в том числе разведением скота и пивоварением. Во многих проблемных вопросах, с которыми сталкивался в повседневной жизни Лютер, жена была ему большой помощью.
У Мартина Лютера и Катарины родились шестеро детей: 3 мальчика и 3 девочки. После смерти мужа и решения проблем с его завещанием Катарина была обеспеченной женщиной, пользовавшейся покровительством курфюрста Саксонии Иоганна-Фридриха Великодушного, короля Дании Кристиана III и герцога Пруссии Альбрехта. Во время Шмалькальденской войны (1546—1547), она была вынуждена с детьми бежать в Магдебург. Вернувшись в Виттенберг, Катарина обнаружила, что её хозяйство разорено. Тем не менее она оставалась в Виттенберге вплоть до 1552 года, когда в окрестностях начался неурожай, а в городе разразилась эпидемия чумы.
Уехав в Торгау, умерла вследствие несчастного случая в дороге.